# José Batista
José Alberto Batista González (6 marca 1962 w Colonia del Sacramento) – piłkarz urugwajski, środkowy obrońca.
Batista rozpoczął swoją karierę w 1979 w klubie CA Cerro, skąd w 1983 przeszedł do klubu CA Peñarol, któremu pomógł dotrzeć do półfinału Copa Libertadores 1985 oraz zdobyć mistrzostwo Urugwaju w 1985.
W 1985 został piłkarzem argentyńskiego klubu Deportivo Español, w którym spędził 10 lat. Wraz z reprezentacją Urugwaju wziął udział w finałach mistrzostw świata w 1986 roku, gdzie w 53 sekundzie meczu ze Szkocją, zakończonego remisem 0:0, otrzymał czerwoną kartkę, stając się najszybciej wyrzuconym z boiska piłkarzem w historii finałów mistrzostw świata. Wcześniej rozegrał jeszcze dwa mecze – z Niemcami i Danią.
W 1995 Batista wrócił do Urugwaju, do klubu Rampla Juniors, jednak tylko na rok. W 1996 ponownie znalazł się w Argentynie, w klubie Gimnasia y Esgrima Jujuy. Dwa lata później znów został piłkarzem Deportivo Español, skąd po jednym sezonie przeniósł się do drugoligowego klubu Argentino de CA Argentino de Quilmes.
W reprezentacji Urugwaju Batista w latach 1984–1993 rozegrał 14 meczów i zdobył 1 bramkę
Nigdy nie wziął udziału w turnieju Copa América.
Słynął z bardzo silnych rzutów wolnych.